# كريستوفر لانج
كريستوفر لانج (بالنرويجية البوكمول: Kristofer Lange)‏ هو مهندس معماري نرويجي، ولد في 6 سبتمبر 1886 في Christiania/Kristiania ‏ في النرويج، وتوفي في 1977.

## معرض صور

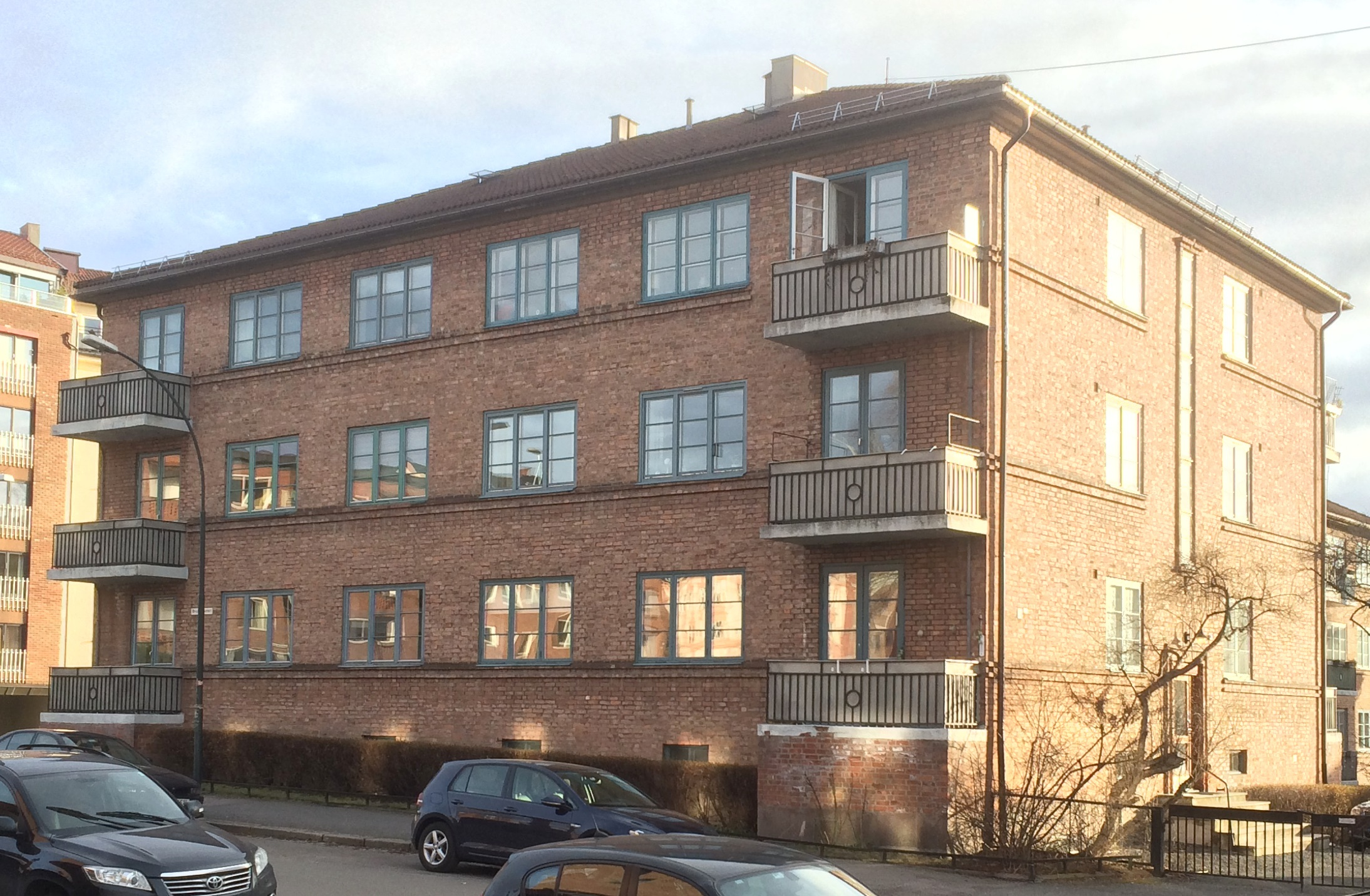
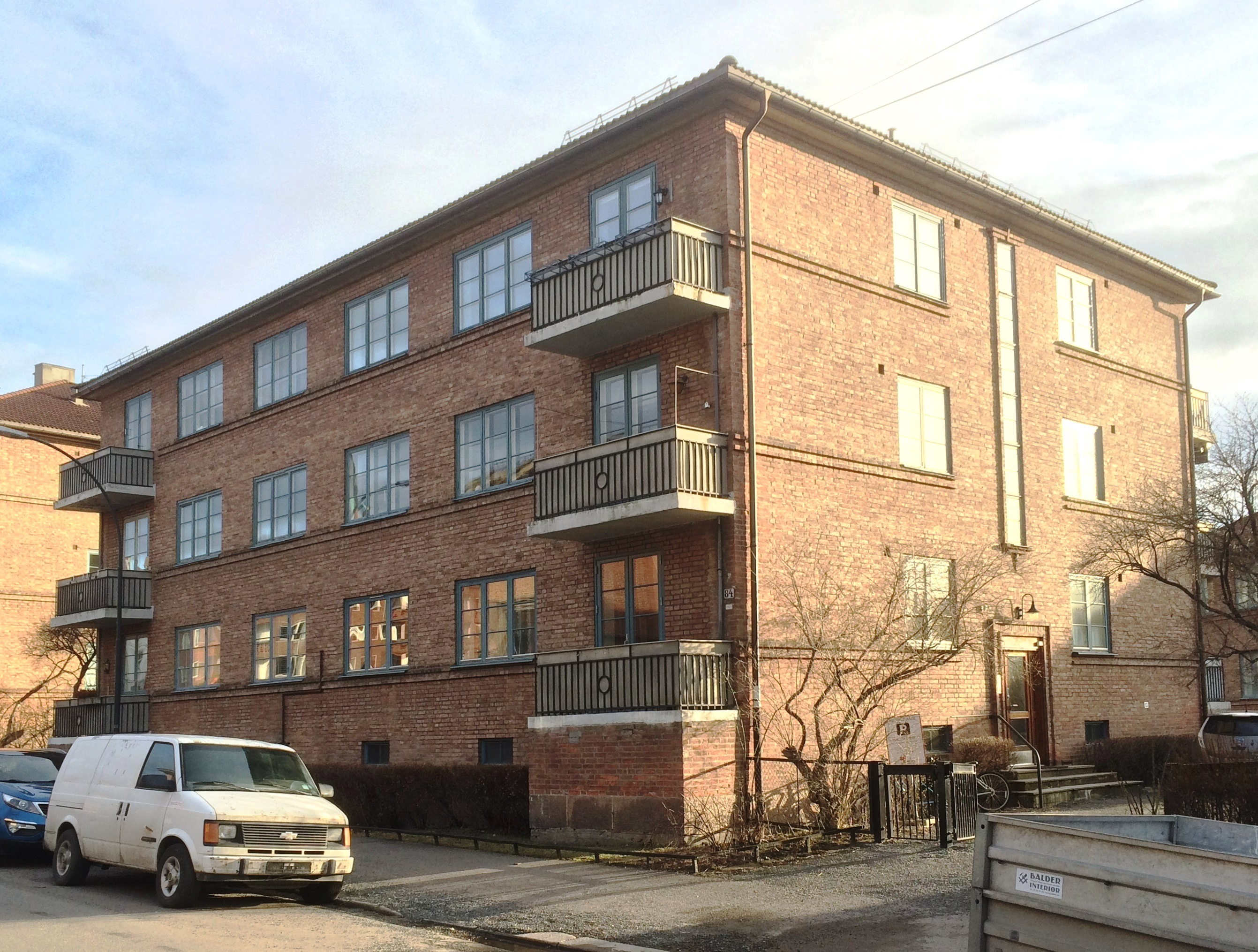
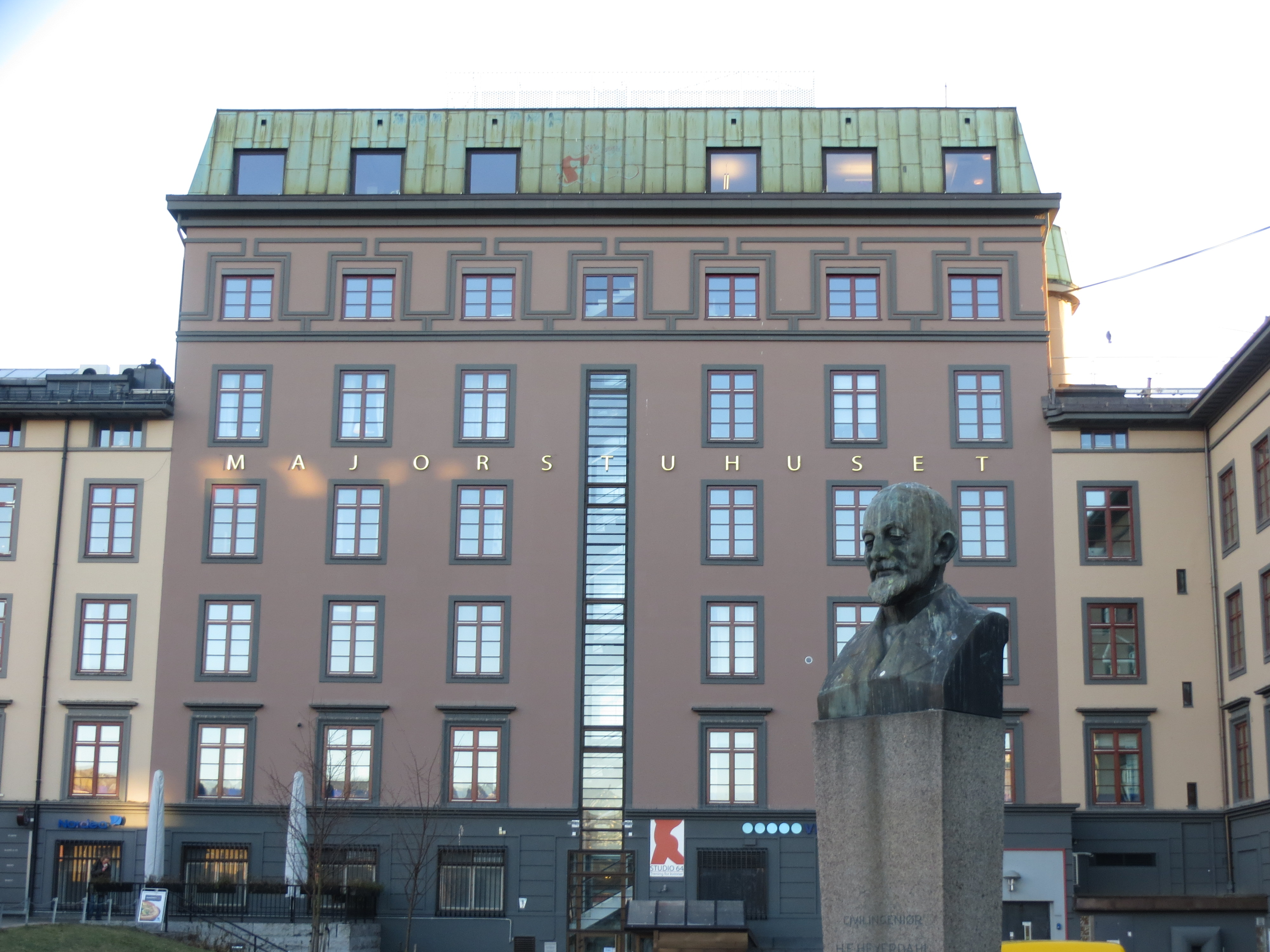
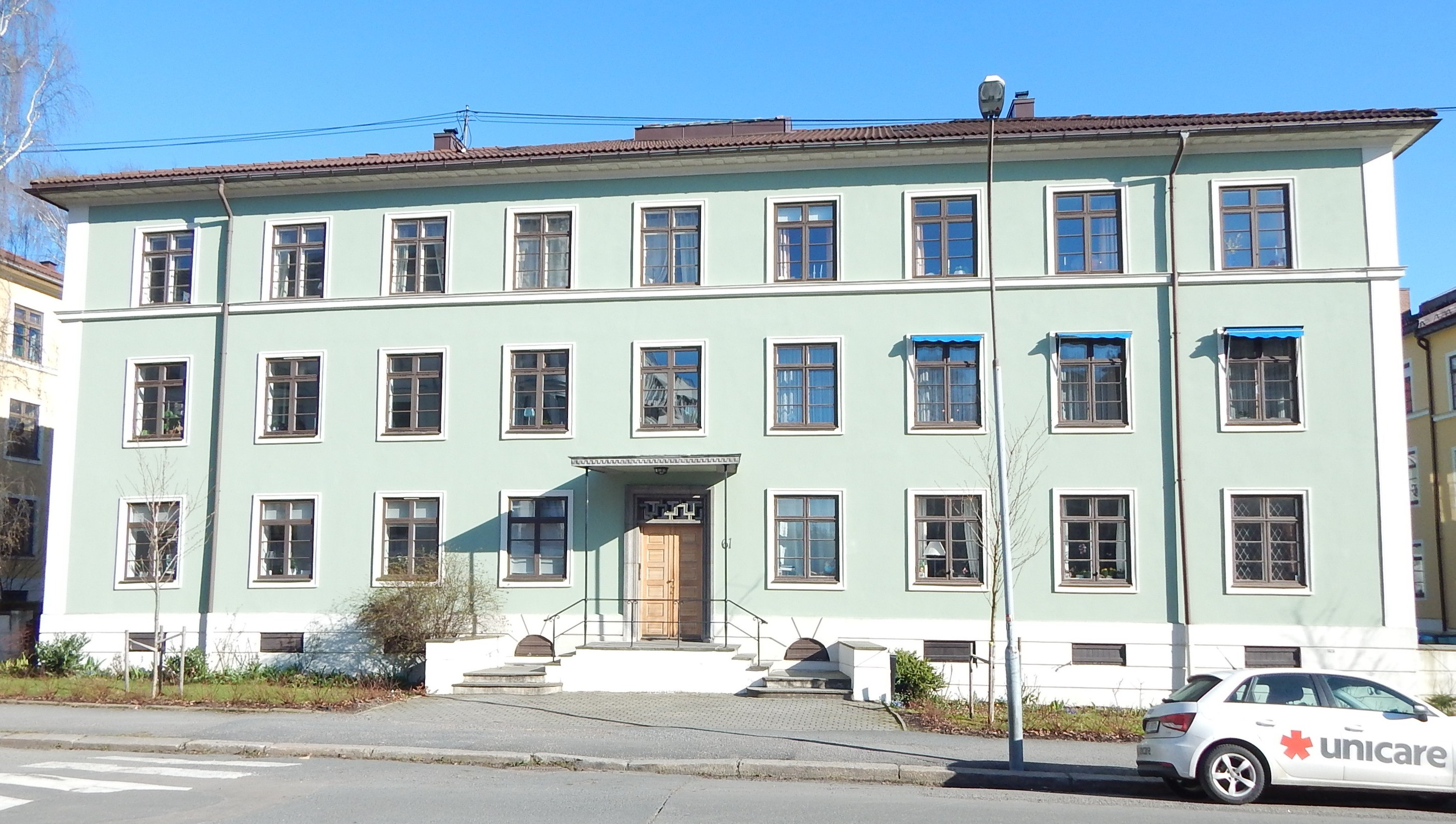
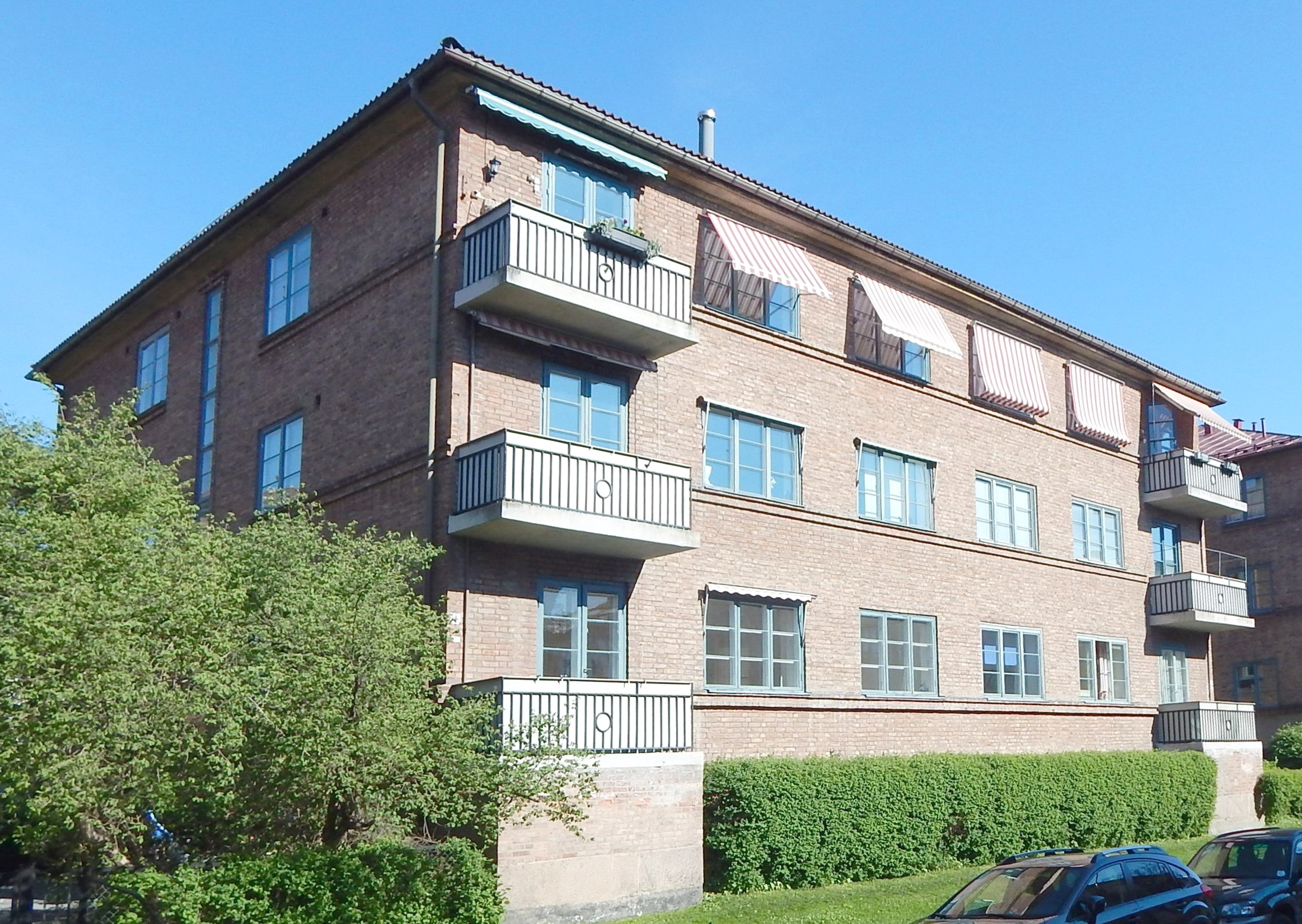